# Sint Maarten Heineken Regatta
Sint Maarten Heineken Regatta (vroeger: Sint Maarten Regatta) is een jaarlijks terugkerende zeilwedstrijd in Sint Maarten. Het is een van de grootste regatta's ter wereld voor jachten en duurt vier dagen. Tijdens de regatta vinden veel evenementen plaats. De regatta wordt afgesloten met een groot feest en concerten op Kim Sha Beach.

## Overzicht
De Sint Maarten Heineken Regatta wordt georganiseerd door de Sint Maarten Yacht Club. In 1980 werd de eerste wedstrijd gehouden met 12 boten. De eerste dag moet om het eiland heen worden gevaren. De tweede en derde dag zijn er specifieke racen waarin gelijkwaardige jachten het tegen elkaar opnemen. De vierde dag is er feest met concerten.
In 1985 werd Heineken de sponsor van de regatta. De regatta van 1985 was zeer moeilijk vanwege een sterke wind, hetgeen resulteerde in drie gebroken masten, vier man overboord, en vele kapotte zeilen.
De Sint Maarten Heineken Regatta onderscheidt vele klassen. Er zijn klassen voor enkelrompsschepen, multirompschepen, rompbevrachting, en Melges 24. De Maxi en Oceaan klassen zijn voor de allergrootste en allersnelste jachten. Aan de wedstrijd wordt deelgenomen door Olympische en wereldkampioenen, maar ook door hobbyisten en vakantiegangers.
Tijdens de Sint Maarten Heineken Regatta waren er concerten gegeven door onder andere: The Jackson 5, The Black Eyed Peas, UB40, Wyclef Jean, Shaggy, en The Commodores.